# Jean Le Bigot
Pour les articles homonymes, voir Lebigot (homonymie).
Jean Le Bigot, ou Lebigot, né au Teilleul vers 1549 et mort  à Paris dans un âge très avancé, est un historien et poète français.

## Biographie
Deux fois recteur de l’Université de Paris, Le Bigot ne garda que peu de temps son second rectorat, parce qu’il était adversaire déclaré de la Ligue comme de son fanatisme, et fort attaché à la cause du roi.
Il composa plusieurs pièces, toutes en vers français et une élégie sur la mort de Sébastien de Luxembourg, comte de Martigues.

## Œuvres
- Larmes sur le trépas de Bastien de Luxembourg, pair de France et gouverneur de Bretagne, Paris, Denis Dupré, 1569, in-4° ;
- Vœu et actions de grâces au cardinal Ch. de Bourbon, de ce qu’il lui a plu prendre sous sa protection les droits, libertés et privilèges de l’université de Paris, ibid., 1570, in-4° ;
- La Prise de Fontenay-le-Comte le 21 septembre par le duc de Montpensier, Paris, Denis Dupré, 1574, in-4°.Il en existe une seconde édition in-12, suivant la Bibliothèque historique de France.

## Pour approfondir